# Mikuto Kaneko
Mikuto Kaneko (japanisch 金子 魅玖人 Kaneko Mikuto; * 6. November 2001) ist ein japanischer Mittelstreckenläufer, der sich auf den 800-Meter-Lauf spezialisiert hat.

## Sportliche Laufbahn
Erste internationale Erfahrungen sammelte Mikuto Kaneko im Jahr 2023, als er bei den Hallenasienmeisterschaften in Astana in 1:51,04 min den fünften Platz über 800 Meter belegte. Im Juli schied er bei den Freiluftmeisterschaften in Bangkok mit 1:49,73 min im Vorlauf aus.
2022 wurde Kaneko japanischer Meister im 800-Meter-Lauf.

## Persönliche Bestzeiten
- 800 Meter: 1:45,85 s, 17. Juli 2022 in Chitose
  - 800 Meter (Halle): 1:48,97 min, 29. Januar 2023 in Stockholm
- 1500 Meter: 3:41,15 min, 2. Juli 2022 in Los Angeles